# Кваліфікація Ліги чемпіонів УЄФА 2021—2022
Кваліфікація Ліги чемпіонів УЄФА 2021—2022 розпочалась 22 червня та завершилася 25 серпня.
55 команд змагаються за 6 путівок до групового етапу Ліги чемпіонів УЄФА 2020—2021, з яких 44 команди змагаються в Шляху чемпіонів та 11 — в Шляху нечемпіонів. 4 команди зі Шляху чемпіонів та 2 зі Шляху нечемпіонів проходять до групового етапу, де приєднаються до 26 команд, що потрапили до групового етапу напряму.
Час вказано в EET/EEST (місцевий час вказано в дужках, якщо він відрізняється від вказаного).

## Команди

### Шлях чемпіонів
До Шляху чемпіонів потрапили усі чемпіони національних чемпіонатів, які не потрапили до Групового етапу напряму. Шлях чемпіонів складається з:
- Попередній раунд (4 команди, що грають одноматчеві півфінали та фінал): у цьому раунді починають 4 команди.
- Перший кваліфікаційний раунд (32 команди): у цьому раунді починають 31 команди, до яких приєднається 1 переможець Попереднього раунду.
- Другий кваліфікаційний раунд (20 команд): у цьому раунді починають 4 команди, до яких приєднаються 16 переможців Першого кваліфікаційного раунду.
- Третій кваліфікаційний раунд (12 команд): у цьому раунді починають 2 команди, до яких приєднаються 10 переможців Другого кваліфікаційного раунду.
- Раунд плей-оф (8 команд): у цьому раунді починають 2 команди, до яких приєднаються 6 переможців Третього кваліфікаційного раунду.

Усі команди, що вибули зі шляху чемпіонів, потрапляють до Ліги Європи чи Ліги конференцій:
- 3 команди, що вибули в Попередньому раунді та 16, що вибули в Першому кваліфікаційному раунді потрапляють до Другого кваліфікаційного раунду Ліги конференцій (Шлях чемпіонів).
- 10 команд, що вибули в Другому кваліфікаційному раунді, потрапляють до Третього кваліфікаційного раунду Ліги Європи (Шлях чемпіонів).
- 6 команд, що вибули в Третьому кваліфікаційному раунді, потрапляють до Раунду плей-оф Ліги Європи.
- 4 команди, що вибули у Раунді плей-оф, потрапляють до Групового етапу Ліги Європи.

Нижче наведено команди, що потрапили до Шляху чемпіонів (разом зі своїми клубними коефіцієнтами 2021), згруповані за стартовим раундом.
| Значення кольорів                                                                                      |
| --- |
| Переможці Раунду плей-оф (потрапляють до групового етапу)                                              |
| Команди, що програли у Раунді плей-оф (груповий етап Ліги Європи)                                      |
| Команди, що програли у Третьому кваліфікаційному раунді (раунд плей-оф Ліги Європи)                    |
| Команди, що програли у Другому кваліфікаційному раунді (третій кваліфікаційний раунд Ліги Європи)      |
| Команди, що програли у Першому кваліфікаційному раунді (другий кваліфікаційний раунд Ліги конференцій) |
| Команди, що програли у фіналі Попереднього раунду (другий кваліфікаційний раунд Ліги конференцій)      |
| Команди, що програли у півфіналах Попереднього раунду (другий кваліфікаційний раунд Ліги конференцій)  |

| Команда            | КК     |
| ------------------ | ------ |
| Ред Булл Зальцбург | 59.000 |
| Брондбю            | 7.000  |

| Команда   | КК     |
| --------- | ------ |
| Славія    | 43.500 |
| Рейнджерс | 31.250 |

| Команда       | КК     |
| ------------- | ------ |
| Олімпіакос    | 43.000 |
| Янг Бойз      | 35.000 |
| Црвена Звезда | 32.500 |
| Омонія        | 5.550  |

| Команда           | КК     |
| ----------------- | ------ |
| Динамо (Загреб)   | 44.500 |
| Лудогорець        | 28.000 |
| Мальме            | 18.500 |
| Клуж              | 16.500 |
| Легія             | 16.500 |
| Шериф             | 14.500 |
| Ференцварош       | 13.500 |
| Шкендія           | 9.000  |
| Слован            | 7.500  |
| Динамо (Тбілісі)  | 6.500  |
| Жальгіріс         | 6.500  |
| Алашкерт          | 6.500  |
| Флора             | 6.250  |
| Будучност         | 6.000  |
| Кайрат            | 6.000  |
| Лінкольн Ред Імпс | 5.750  |
| Рига              | 5.500  |
| ГІК               | 5.500  |
| Лінфілд           | 5.250  |
| Фола              | 5.250  |
| Шахтар            | 5.250  |
| Нефтчі            | 5.000  |
| Маккабі (Хайфа)   | 4.875  |
| Шемрок Роверс     | 4.750  |
| Коннас-Кі Номадс  | 4.750  |
| Валюр             | 4.250  |
| Буде-Глімт        | 4.200  |
| Гіберніанс        | 3.750  |
| Мура              | 3.000  |
| Теута             | 2.750  |
| Борац (Баня-Лука) | 1.600  |

| Команда     | КК    |
| ----------- | ----- |
| ГБ Торсгавн | 2.250 |
| Приштина    | 2.250 |
| Інтер       | 1.500 |
| Фольгоре    | 1.000 |

### Шлях нечемпіонів
До Шляху нечемпіонів потрапляють усі команди, які не стали чемпіонами своїх національних чемпіонатів (ліг) та не потрапили безпосередньо до Групового етапу. Цей шлях складається з наступних раундів:
- Другий кваліфікаційний раунд (6 команд): у цьому раунді починають 6 команд.
- Третій кваліфікаційний раунд (8 команд): у цьому раунді починають 5 команд, до яких приєднаються 3 переможця Другого кваліфікаційного раунду.
- Раунд плей-оф (4 команди): в цей раунд потрапляють 4 переможця Третього кваліфікаційного раунду.

Усі команди, що вибули зі Шляху нечемпіонів, потрапляють до Ліги Європи:
- 3 команди, що програли в Другому кваліфікаційному раунді, потрапляють до Третього кваліфікаційного раунду (Основний шлях).
- 4 команди, що програли в Третьому кваліфікаційному раунді та 2, що програли у Раунді плей-оф, потрапляють до Групового етапу.

Нижче наведено команди, що потрапили до шляху чемпіонів (разом зі своїми клубними коефіцієнтами 2021), згруповані за стартовим раундом.
| Значення кольорів                                                                               |
| ----------------------------------------------------------------------------------------------- |
| Переможці Раунду плей-оф (потрапляють до Групового етапу)                                       |
| Команди, що програли у Раунді плей-оф Груповий етап Ліги Європи                                 |
| Команди, що програли у Третьому кваліфікаційному раунді Груповий етап Ліги Європи               |
| Команди, що програли у Другому кваліфікаційному раунді Третій кваліфікаційний раунд Ліги Європи |

| Команда | КК     |
| ------- | ------ |
| Шахтар  | 79.000 |
| Бенфіка | 58.000 |
| Монако  | 36.000 |
| Генк    | 30.000 |
| Спартак | 18.500 |

| Команда        | КК     |
| -------------- | ------ |
| Селтік         | 34.000 |
| ПСВ            | 29.000 |
| Спарта         | 17.500 |
| Рапід (Відень) | 17.000 |
| Галатасарай    | 17.000 |
| Мідтьюлланн    | 13.500 |

## Формат
Усі раунди кваліфікації, за винятком попереднього раунду, проходять у двоматчевому форматі, де кожна з команд грає один з матчів вдома. Команда, яка забиває більше голів за сукупністю за двох ігор, проходить до наступного раунду. Якщо сума забитих голів є рівною, команди грають додатковий час. По закінченню додаткового часу команда, яка у додатковий час забила більше голів, проходить далі. Якщо під час додаткового часу жодна команда не забила, або команди забили однакову кількість голів, переможець визначається у серії післяматчевих пенальті.
У попередньому раунді команди грають між собою маленький «турнір», де команди грають два одноматчевих півфінали та фінальний матч, переможець якого проходить до наступного раунду. Команди, які перемогли у своїх півфінальних матчах, грають між собою у фінальному матчі. Усі матчі проходять на полі одного з учасників раунду. Якщо основний час закінчуються нічиєю, то команди грають додатковий час. Якщо у додатковий час переможця не виявлено, призначаються пенальті.
У кожному раунді суперники визначаються жеребкуванням. Для жеребкування, команди ділять порівну (на основі клубних коефіцієнтів УЄФА на початку сезону) на дві категорії — сіяні (перша половина команд з більшими коефіцієнтами) та несіяні (решта команд з меншими коефіцієнтами). Сіяні команди можуть зіграти лише з несіяними. Також за результатами жеребкування визначається, яка з команд зіграє перший матч вдома (або буде номінальним господарем у матчах попереднього раунду). Оскільки переможці попередніх раундів невідомі на момент проведення жеребкувань, розділення на сіяних-несіяних проводиться за припущенням, що команда з вищим коефіцієнтом буде переможцем пари (тобто, якщо команда з меншим коефіцієнтом перемагає за сумою двох матчів суперника з більшим коефіцієнтом, то у наступному раунді просто займає місце команди, коефіцієнт якої використовувався в жеребкуванні). Перед жеребкуваннями УЄФА може формувати «групи» відповідно до принципів, встановлених Комітетом Клубних змагань, але вони виключно для зручності проведення жеребкування (не впливають на саме змагання). За рішенням УЄФА, команди з асоціацій, що знаходяться у стані політичного конфлікту, за результатами жеребкування не можуть потрапити в одну пару (тобто, грати одна проти одної). Після жеребкування, УЄФА може поміняти, яка з команд грає перший матч вдома, через використання стадіону декількома командами, чи інших причин.
До початку сезону, УЄФА використовували правило гола, забитого на чужому полі для визначення переможця за нічийного рахунку. Проте 28 травня 2021 року комітет клубних змагань УЄФА ухвалив рішення про скасування правила виїзного голу. А вже 24 червня Виконавчий комітет УЄФА затвердив скасування цього правила, яке було обґрунтоване зменшенням важливості виїзних голів у сучасному футболі. До скасування правила, переможця визначали наступним чином: команда, яка забиває більше голів за сукупністю за двох ігор, проходить до наступного раунду. Якщо сума забитих голів є рівною, застосовується правило гола, забитого на чужому полі (тобто команда, яка забиває більше голів в гостях, проходить далі). Якщо за цим показником теж нічия, то команди грають додатковий час. По закінченню додаткового часу, для виявлення переможця застосовують такі ж правила, як і до його початку: якщо за сумою голів, забитих у обох матчах та додатковому часі переможця не виявлено, то знову застосовують правило гола на виїзді (тільки тепер з урахуванням голів у додатковому часі). Якщо під час додаткового часу жодна команда не забила (тобто переможця досі не визначено), для визначення переможця призначаються післяматчеві пенальті.

## Розклад матчів і жеребкувань
Розклад змагання наведено у таблиці нижче (усі жеребкування проводяться у штаб-квартирі УЄФА у  Ньйоні).
| Раунд                        | Дата жеребкування | Перші матчі                        | Матчі-відповіді                 |
| ---------------------------- | ----------------- | ---------------------------------- | ------------------------------- |
| Попередній раунд             | 8 червня 2021     | 22 червня 2021 (півфінальні матчі) | 25 червня 2021 (фінальний матч) |
| Перший кваліфікаційний раунд | 15 червня 2021    | 6-7 липня 2021                     | 13-14 липня 2021                |
| Другий кваліфікаційний раунд | 16 червня 2021    | 20-21 липня 2021                   | 27-28 липня 2021                |
| Третій кваліфікаційний раунд | 19 липня 2021     | 3-4 серпня 2021                    | 10 серпня 2021                  |
| Раунд плей-оф                | 2 серпня 2021     | 17-18 серпня 2021                  | 24-25 серпня 2021               |

## Попередній раунд
Попередній раунд складається з одноматчевих півфіналів та фіналу. Усі три матчі мали відбутися на Фарерських островах, проте через карантинні обмеження місце проведення було змінено на Албанію. Жеребкування відбулося 8 червня 2021 року. Півфінальні матчі відбулися 22 червня 2021 року, а фінал — 25 червня 2021 року.

### Команди
У попередньому раунді змагаються 4 команди. Для жеребкування півфінальних пар використовуються клубні коефіцієнти УЄФА за 2021 рік. У кожній парі команда, яка під час жеребкування випала першою, вважається номінальним господарем.
Учасники
| Сіяні                    | Несіяні            |
| ------------------------ | ------------------ |
| - ГБ Торсгавн - Приштина | - Інтер - Фольгоре |

### Турнірна сітка
|  | Півфінальний раунд   | Півфінальний раунд |                      |   | Фінальний раунд | Фінальний раунд |
|  |                      |                    |                      |   |                 |                 |
|  | 22 червня - Ельбасан |                    |                      |   |                 |                 |
|  |                      |                    |                      |   |                 |                 |
|  | Фольгоре             | 0                  |                      |   |                 |                 |
|  | Фольгоре             | 0                  | 25 червня - Ельбасан |   |                 |                 |
|  | Приштина             | 2                  |                      |   |                 |                 |
|  | Приштина             | 2                  | Приштина             | 2 |                 |                 |
|  | 22 червня - Дуррес   |                    | Приштина             | 2 |                 |                 |
|  |                      | Інтер              | 0                    |   |                 |                 |
|  | ГБ Торсгавн          | Інтер              | 0                    | 0 |                 |                 |
|  | ГБ Торсгавн          |                    |                      | 0 |                 |                 |
|  | Інтер                | 1                  |                      |   |                 |                 |
|  | Інтер                | 1                  |                      |   |                 |                 |

### Результати
Півфінальні матчі відбулися 22 червня, а фінал — 25 червня 2021 року.
| Команда 1   | Рахунок | Команда 2 |
| ----------- | ------- | --------- |
| Фольгоре    | 0:2     | Приштина  |
| ГБ Торсгавн | 0:1     | Інтер     |

| Команда 1 | Рахунок | Команда 2 |
| --------- | ------- | --------- |
| Приштина  | 2:0     | Інтер     |

### Півфінальний раунд
| 22 червня 2021     | Фольгоре | 0:2      | Приштина                                | Ельбасан Арена, Ельбасан |  |
| 21:00 (20:00 CEST) |          | Протокол | Endrit Krasniqi 51' Mendurim Hoti 90+1' |                          |  |
|                    |          |          |                                         |                          |  |

| 22 червня 2021     | ГБ Торсгавн | 0:1      | Інтер                     | «Ніко Дована», Дуррес |  |
| 21:00 (20:00 CEST) |             | Протокол | Jordi Betriu Armengol 61' |                       |  |
|                    |             |          |                           |                       |  |

### Фінальний раунд
| 25 червня 2021     | Приштина                 | 2:0      | Інтер | Ельбасан Арена, Ельбасан |  |
| 21:00 (20:00 CEST) | Endrit Krasniqi 45', 58' | Протокол |       |                          |  |
|                    |                          |          |       |                          |  |

## Перший кваліфікаційний раунд
Жеребкування відбулося 15 червня 2021 року. Перші матчі відбулися 6-7 липня 2021 року, матчі-відповіді — 13-14 липня 2021 року.

### Команди
У Першому кваліфікаційному раунді змагаються 32 команди: 31 команда, яка починає з цього раунду, та переможець Попереднього раунду. Для жеребкування використовуються клубні коефіцієнти УЄФА за 2021 рік. На момент жеребкування ще не було відомо переможця Попереднього раунду, тому для жеребкування використовується коефіцієнт команди з найбільшим КК. В кожній парі команда, яку під час жеребкування витягнуть першою, грає перший матч вдома.
| Група 1                                       | Група 1                                    | Група 2                                 | Група 2                                             | Група 3                                          | Група 3                                     | Група 4                                             | Група 4                                      |
| Сіяні                                         | Несіяні                                    | Сіяні                                   | Несіяні                                             | Сіяні                                            | Несіяні                                     | Сіяні                                               | Несіяні                                      |
| --------------------------------------------- | ------------------------------------------ | --------------------------------------- | --------------------------------------------------- | ------------------------------------------------ | ------------------------------------------- | --------------------------------------------------- | -------------------------------------------- |
| - Мальме - Легія - Слован - Лінкольн Ред Імпс | - Рига - Фола - Шемрок Роверс - Буде-Глімт | - Клуж - Шкендія - Алашкерт - Будучност | - ГІК - Коннас-Кі Номадс - Мура - Борац (Баня-Лука) | - Лудогорець - Шериф - Динамо (Тбілісі) - Кайрат | - Шахтар - Нефтчі - Маккабі (Хайфа) - Теута | - Динамо (Загреб) - Ференцварош - Жальгіріс - Флора | - Лінфілд - Валюр - Гіберніанс - Приштина[†] |

Примітки
1. † Переможець Попереднього раунду. Оскільки на момент жеребкування не було відомо, хто переможець, використовувався коефіцієнт команди з найбільшим КК. Команди, відмічені курсивом, обіграли суперника з більшим коефіцієнтом і, таким чином, використовували коефіцієнт суперника під час жеребкування.

### Результати
| Команда 1           | Заг. | Команда 2         | 1-й матч | 2-й матч |
| ------------------- | ---- | ----------------- | -------- | -------- |
| Фола                | 2:7  | Лінкольн Ред Імпс | 2:2      | 0:5      |
| Слован (Братислава) | 3:2  | Шемрок Роверс     | 2:0      | 1:2      |
| Мальме              | 2:1  | Рига              | 1:0      | 1:1      |
| Буде-Глімт          | 2:5  | Легія             | 2:3      | 0:2      |
| Коннас-Кі Номадс    | 2:3  | Алашкерт          | 2:2      | 0:1 (дч) |
| ГІК                 | 7:1  | Будучност         | 3:1      | 4:0      |
| Клуж                | 4:3  | Борац             | 3:1      | 1:2 (дч) |
| Шкендія             | 0:6  | Мура              | 0:1      | 0:5      |
| Теута               | 0:5  | Шериф             | 0:4      | 0:1      |
| Динамо (Тбілісі)    | 2:4  | Нефтчі            | 1:2      | 1:2      |
| Маккабі (Хайфа)     | 1:3  | Кайрат            | 1:1      | 0:2      |
| Лудогорець          | 2:0  | Шахтар            | 1:0      | 1:0      |
| Ференцварош         | 6:1  | Приштина          | 3:0      | 3:1      |
| Жальгіріс           | 5:2  | Лінфілд           | 3:1      | 2:1      |
| Флора               | 5:0  | Гіберніанс        | 2:0      | 3:0      |
| Динамо              | 5:2  | Валюр             | 3:2      | 2:0      |

### Матчі
| 6 липня 2020 20:30 (19:30 CEST) |

| Фола                         | 2:2      | Лінкольн Ред Імпс            |
| ---------------------------- | -------- | ---------------------------- |
| - Бенсі 65' - Ахметджека 66' | Протокол | - Карралеро 26' - Брітто 50' |

| Стад Еміль Майріш, Еш-сюр-Альзетт |

| 13 липня 2020 19:00 (18:00 CEST) |

| Лінкольн Ред Імпс                                       | 5:0      | Фола |
| ------------------------------------------------------- | -------- | ---- |
| - Де Барр 19', 73' - Волкер 39' (пен.), 68' - Ронан 58' | Протокол |      |

| Вікторія, Гібралтар |

| 7 липня 2020 19:30 (18:30 CEST) |

| Слован                  | 2:0      | Шемрок Роверс |
| ----------------------- | -------- | ------------- |
| - Рафаел Ратао 28', 47' | Протокол |               |

| Національний футбольний стадіон, Братислава |

| 13 липня 2020 22:00 (20:00 IST) |

| Шемрок Роверс                  | 2:1      | Слован      |
| ------------------------------ | -------- | ----------- |
| - Берк 16' (пен.) - Тауелл 64' | Протокол | - Вайсс 73' |

| Талла, Дублін |

| 7 липня 2020 20:00 (19:00 CEST) |

| Мальме      | 1:0      | Рига |
| ----------- | -------- | ---- |
| - Чолак 50' | Протокол |      |

| Сведбанк, Мальме |

| 13 липня 2020 19:00 |

| Рига           | 1:1      | Мальме      |
| -------------- | -------- | ----------- |
| - Пауревич 57' | Протокол | - Чолак 33' |

| Сконто, Рига |

| 7 липня 2020 19:00 (18:00 CEST) |

| Буде-Глімт                       | 2:3      | Легія                           |
| -------------------------------- | -------- | ------------------------------- |
| - Ботхейм 45+1' - Пернамбуко 78' | Протокол | - Лукіньяс 2' - Емрелі 41', 61' |

| Аспміра, Буде |

| 14 липня 2020 21:00 (20:00 CEST) |

| Легія                          | 2:0      | Буде-Глімт |
| ------------------------------ | -------- | ---------- |
| - Лукіньяс 40' - Пекгарт 90+5' | Протокол |            |

| Стадіон Війська Польського, Варшава |

| 7 липня 2020 21:00 (19:00 BST) |

| Коннас-Кі Номадс         | 2:2      | Алашкерт            |
| ------------------------ | -------- | ------------------- |
| - Керран 19' - Горан 79' | Протокол | - Хурцидзе 21', 45' |

| Парк Авеню, Абериствіт |

| 14 липня 2020 18:00 (19:00 AMT) |

| Алашкерт       | 1:0 (дч) | Коннас-Кі Номадс |
| -------------- | -------- | ---------------- |
| - Безекур 113' | Протокол |                  |

| ім. Вазгена Саркісяна, Єреван |

| 6 липня 2020 19:00 |

| ГІК                                        | 3:1      | Будучност              |
| ------------------------------------------ | -------- | ---------------------- |
| - Ро. Ріскі 5' - Валенчич 7' - Саксела 13' | Протокол | - Райчкович 35' (пен.) |

| Телья 5G Арена, Гельсінкі |

| 13 липня 2020 21:30 (20:30 CEST) |

| Будучност | 0:4      | ГІК                                           |
| --------- | -------- | --------------------------------------------- |
|           | Протокол | - Ро. Ріскі 6', 49' - Валенчич 35' - Жаїр 40' |

| Под Горицом, Подгориця |

| 6 липня 2020 20:00 |

| Клуж                                      | 3:1      | Борац (Баня-Лука) |
| ----------------------------------------- | -------- | ----------------- |
| - Омрані 11' - Дяк 28' - Сігурйонссон 60' | Протокол | - Мораїтіс 45+1'  |

| Константін Радулеску, Клуж-Напока |

| 13 липня 2020 21:00 (20:00 CEST) |

| Борац (Баня-Лука)            | 2:1 (дч) | Клуж         |
| ---------------------------- | -------- | ------------ |
| - Враньєш 60' - Мораїтіс 64' | Протокол | - Кіпчу 118' |

| Міський, Баня-Лука |

| 6 липня 2020 21:00 (20:00 CEST) |

| Шкендія | 0:1      | Мура                    |
| ------- | -------- | ----------------------- |
|         | Протокол | - Бобічанець 28' (пен.) |

| Тоше Проескі, Скоп'є |

| 13 липня 2020 21:00 (20:00 CEST) |

| Мура                                                         | 5:0      | Шкендія |
| ------------------------------------------------------------ | -------- | ------- |
| - Бобічанець 25' - Коутер 45+1' - Клепач 55', 87' - Коус 64' | Протокол |         |

| Фазанерія, Мурска-Собота |

| 7 липня 2020 20:00 (19:00 CEST) |

| Теута | 0:4      | Шериф                                               |
| ----- | -------- | --------------------------------------------------- |
|       | Протокол | - Луваннор 15', 45+1' - Траоре 56' - Кастаньєда 89' |

| Ніко Дована, Дуррес |

| 13 липня 2020 20:00 |

| Шериф       | 1:0      | Теута |
| ----------- | -------- | ----- |
| - Траоре 6' | Протокол |       |

| Шериф, Тирасполь |

| 7 липня 2020 19:00 (20:00 GET) |

| Динамо (Тбілісі) | 1:2      | Нефтчі                                |
| ---------------- | -------- | ------------------------------------- |
| - Марушич 36'    | Протокол | - Аласкаров 23' - Махмудов 57' (пен.) |

| Динамо Арена, Тбілісі |

| 14 липня 2020 20:00 (21:00 AZT) |

| Нефтчі                                | 2:1      | Динамо (Тбілісі) |
| ------------------------------------- | -------- | ---------------- |
| - Махмудов 58' (пен.) - Аласкаров 68' | Протокол | - Радін 51'      |

| Восьмий кілометр, Баку |

| 7 липня 2020 20:00 |

| Маккабі (Хайфа) | 1:1      | Кайрат     |
| --------------- | -------- | ---------- |
| - Ацілі 45'     | Протокол | - Аліп 76' |

| Саммі Офер, Хайфа |

| 14 липня 2020 17:00 (20:00 ALMT) |

| Кайрат                        | 2:0      | Маккабі (Хайфа) |
| ----------------------------- | -------- | --------------- |
| - Вагнер Лав 10' - Абікен 66' | Протокол |                 |

| Центральний, Алмати |

| 7 липня 2020 20:00 |

| Лудогорець    | 1:0      | Шахтар |
| ------------- | -------- | ------ |
| - Соуза 90+2' | Протокол |        |

| Хювефарма Арена, Разград |

| 13 липня 2020 22:30 (21:30 CEST) |

| Шахтар | 0:1      | Лудогорець     |
| ------ | -------- | -------------- |
|        | Протокол | - Десподов 71' |

| Чукарички, Белград |

| 6 липня 2020 19:00 (18:00 CEST) |

| Ференцварош                         | 3:0      | Приштина |
| ----------------------------------- | -------- | -------- |
| - Нгуен 71' - Ммае 74' - Блажич 78' | Протокол |          |

| Групама Арена, Будапешт |

| 13 липня 2020 21:00 (20:00 CEST) |

| Приштина   | 1:3      | Ференцварош           |
| ---------- | -------- | --------------------- |
| - Хоті 67' | Протокол | - Узуні 49', 80', 86' |

| Фаділь Вокрі, Приштина |

| 6 липня 2020 20:00 |

| Жальгіріс                                      | 3:1      | Лінфілд        |
| ---------------------------------------------- | -------- | -------------- |
| - Відемон 38' - Кіш 45' (пен.) - Сильвестр 67' | Протокол | - Манзінга 54' |

| Стадіон ЛФФ, Вільнюс |

| 13 липня 2020 21:45 (19:45 BST) |

| Лінфілд            | 1:2      | Жальгіріс                     |
| ------------------ | -------- | ----------------------------- |
| - Шилдс 66' (пен.) | Протокол | - Міколюнас 17' - Відемон 44' |

| Віндзор Парк, Белфаст |

| 6 липня 2020 19:00 |

| Флора               | 2:0      | Гіберніанс |
| ------------------- | -------- | ---------- |
| - Саппінен 75', 89' | Протокол |            |

| А. Ле Кок Арена, Таллінн |

| 13 липня 2020 19:00 (18:00 CEST) |

| Гіберніанс | 0:3      | Флора                                      |
| ---------- | -------- | ------------------------------------------ |
|            | Протокол | - Зеньов 25' - Саппінен 33' - Рейнкорт 87' |

| Сентенарі, Та-Калі |

| 7 липня 2020 21:00 (20:00 CEST) |

| Динамо (Загреб)                   | 3:2      | Валюр                                |
| --------------------------------- | -------- | ------------------------------------ |
| - Адемі 8', 72' - Маєр 41' (пен.) | Протокол | - К. Сігурдссон 88' - Адольфссон 89' |

| Максимир, Загреб |

| 13 липня 2020 19:00 (17:00 WEST) |

| Валюр | 0:2      | Динамо (Загреб)             |
| ----- | -------- | --------------------------- |
|       | Протокол | - Іванушець 31' - Оршич 89' |

| Глідаренді, Рейк'явік |

## Другий кваліфікаційний раунд
Жеребкування відбулося 16 червня 2021 року. Перші матчі відбулися 20-21 липня 2021 року, матчі-відповіді — 27-28 липня 2021 року.

### Команди
У Другому кваліфікаційному раунді змагаються 26 команд. Цей раунд розділяється на два шляхи:
- Шлях чемпіонів (20 команд): 4 команди, які починають з цього раунду, та 16 переможців Першого кваліфікаційного раунду.
- Шлях нечемпіонів (6 команд): 6 команд, які починають з цього раунду.

Для жеребкування використовуються клубні коефіцієнти УЄФА за 2021 рік. На момент жеребкування ще не буде відомо переможців Першого кваліфікаційного раунду, тому для жеребкування використовується коефіцієнт команд з найбільшим КК з кожної пари. В кожній парі команда, яку під час жеребкування витягнуть першою, грає перший матч вдома.
| Група 1                                      | Група 1                          | Група 2                                  | Група 2                                  | Група 3                                                    | Група 3                                                      |
| Сіяні                                        | Несіяні                          | Сіяні                                    | Несіяні                                  | Сіяні                                                      | Несіяні                                                      |
| -------------------------------------------- | -------------------------------- | ---------------------------------------- | ---------------------------------------- | ---------------------------------------------------------- | ------------------------------------------------------------ |
| - Динамо (Загреб) [†] - Янг Бойз - Легія [†] | - Слован [†] - Флора[†] - Омонія | - Олімпіакос - Црвена Звезда - Шериф [†] | - Нефтчі [†] - Алашкерт [†] - Кайрат [†] | - Лудогорець [†] - Мальме [†] - Клуж [†] - Ференцварош [†] | - Мура [†] - Жальгіріс [†] - ГІК [†] - Лінкольн Ред Імпс [†] |

Примітки
1. † Переможець Першого кваліфікаційного раунду. Оскільки на момент жеребкування не було відомо, хто переможець, використовувався коефіцієнт команди з найбільшим КК. Команди, відмічені курсивом, обіграли суперника з більшим коефіцієнтом і, таким чином, використовували коефіцієнт суперника під час жеребкування.

| Сіяні                   | Несіяні                                      |
| ----------------------- | -------------------------------------------- |
| - Селтік - ПСВ - Спарта | - Рапід (Відень) - Галатасарай - Мідтьюлланн |

### Результати
| Команда 1           | Заг. | Команда 2     | 1-й матч | 2-й матч |
| ------------------- | ---- | ------------- | -------- | -------- |
| Динамо              | 3:0  | Омонія        | 2:0      | 1:0      |
| Слован (Братислава) | 2:3  | Янг Бойз      | 0:0      | 2:3      |
| Легія               | 3:1  | Флора         | 2:1      | 1:0      |
| Алашкерт            | 1:4  | Шериф         | 0:1      | 1:3      |
| Олімпіакос          | 2:0  | Нефтчі        | 1:0      | 1:0      |
| Кайрат              | 2:6  | Црвена Звезда | 2:1      | 0:5      |
| Лінкольн Ред Імпс   | 1:4  | Клуж          | 1:2      | 0:2      |
| Мальме              | 4:3  | ГІК           | 2:1      | 2:2      |
| Ференцварош         | 5:1  | Жальгіріс     | 2:0      | 3:1      |
| Мура                | 1:3  | Лудогорець    | 0:0      | 1:3      |

| Команда 1 | Заг. | Команда 2   | 1-й матч | 2-й матч |
| --------- | ---- | ----------- | -------- | -------- |
| Рапід     | 2:3  | Спарта      | 2:1      | 0:2      |
| Селтік    | 2:3  | Мідтьюлланн | 1:1      | 1:2 (дч) |
| ПСВ       | 7:2  | Галатасарай | 5:1      | 2:1      |

### Шлях чемпіонів
| 20 липня 2020 21:00 (20:00 CEST) |

| Динамо (Загреб)       | 2:0      | Омонія |
| --------------------- | -------- | ------ |
| - Маєр 65' - Якич 81' | Протокол |        |

| Максимир, Загреб |

| 27 липня 2020 19:00 |

| Омонія | 0:1      | Динамо (Загреб) |
| ------ | -------- | --------------- |
|        | Протокол | - Менало 79'    |

| ГСП, Нікосія |

| 21 липня 2020 21:30 (20:30 CEST) |

| Слован | 0:0      | Янг Бойз |
| ------ | -------- | -------- |
|        | Протокол |          |

| Національний, Братислава |

| 28 липня 2020 21:15 (20:15 CEST) |

| Янг Бойз                                      | 3:2      | Слован                       |
| --------------------------------------------- | -------- | ---------------------------- |
| - Сібачо 10' (пен.) - Гарсія 24' - Ебішер 49' | Протокол | - Канга 60' (аг) - Генті 62' |

| Стад де Суїсс, Берн |

| 21 липня 2020 22:00 (21:00 CEST) |

| Легія                       | 2:1      | Флора          |
| --------------------------- | -------- | -------------- |
| - Капустка 3' - Лопеш 90+1' | Протокол | - Саппінен 53' |

| Стадіон Війська Польського, Варшава |

| 27 липня 2020 19:00 |

| Флора | 0:1      | Легія       |
| ----- | -------- | ----------- |
|       | Протокол | - Лопеш 67' |

| А. Ле Кок Арена, Таллінн |

| 20 липня 2020 18:00 (17:00 AMT) |

| Алашкерт | 0:1      | Шериф          |
| -------- | -------- | -------------- |
|          | Протокол | - Луваннор 84' |

| ім. Вазгена Саркісяна, Єреван |

| 28 липня 2020 20:00 |

| Шериф                                              | 3:1      | Алашкерт     |
| -------------------------------------------------- | -------- | ------------ |
| - Дуланто 15' - Луваннор 23' - С. Тілль 87' (пен.) | Протокол | - Глішич 10' |

| Шериф, Тирасполь |

| 21 липня 2020 22:00 (21:00 CEST) |

| Олімпіакос      | 1:0      | Нефтчі |
| --------------- | -------- | ------ |
| - М. Камара 29' | Протокол |        |

| Георгіос Караїскакіс, Пірей |

| 28 липня 2020 20:00 (19:00 AZT) |

| Нефтчі | 0:1      | Олімпіакос    |
| ------ | -------- | ------------- |
|        | Протокол | - Масурас 15' |

| Восьмий кілометр, Баку |

| 21 липня 2020 17:00 (20:00 ALMT) |

| Кайрат                   | 2:1      | Црвена Звезда        |
| ------------------------ | -------- | -------------------- |
| - Канте 24' - Баньяк 79' | Протокол | - Міканович 57' (аг) |

| Центральний, Алмати |

| 28 липня 2020 21:30 (20:30 CEST) |

| Црвена Звезда                                         | 5:0      | Кайрат |
| ----------------------------------------------------- | -------- | ------ |
| - Катаї 9', 42' - Діоні 21' - Іванич 49' - Фалько 56' | Протокол |        |

| ім. Райко Митича, Белград |

| 20 липня 2020 19:00 (18:00 CEST) |

| Лінкольн Ред Імпс | 1:2      | Клуж               |
| ----------------- | -------- | ------------------ |
| - Роса 45'        | Протокол | - Дебелюх 52', 58' |

| Вікторія, Гібралтар |

| 28 липня 2020 20:30 |

| Клуж                            | 2:0      | Лінкольн Ред Імпс |
| ------------------------------- | -------- | ----------------- |
| - Цестор 18' - Сігурйонссон 58' | Протокол |                   |

| Константін Радулеску, Клуж-Напока |

| 21 липня 2020 20:00 (19:00 CEST) |

| Мальме                          | 2:1      | ГІК             |
| ------------------------------- | -------- | --------------- |
| - Чолак 45+1' - Крістіансен 74' | Протокол | - Ро. Ріскі 24' |

| Сведбанк, Мальме |

| 27 липня 2020 19:00 |

| ГІК                        | 2:2      | Мальме                              |
| -------------------------- | -------- | ----------------------------------- |
| - Тенго 1' - Рі. Ріскі 78' | Протокол | - Крістіансен 10' - Бірманчевич 76' |

| Телья 5G Арена, Гельсінкі |

| 20 липня 2020 21:00 (20:00 CEST) |

| Ференцварош             | 2:0      | Жальгіріс |
| ----------------------- | -------- | --------- |
| - Узуні 25' - Нгуен 39' | Протокол |           |

| Групама Арена, Будапешт |

| 27 липня 2020 20:00 |

| Жальгіріс    | 1:3      | Ференцварош                 |
| ------------ | -------- | --------------------------- |
| - Діав 90+3' | Протокол | - Ммае 44', 72' - Мак 90+4' |

| Стадіон ЛФФ, Вільнюс |

| 21 липня 2020 21:00 (20:00 CEST) |

| Мура | 0:0      | Лудогорець |
| ---- | -------- | ---------- |
|      | Протокол |            |

| Фазанерія, Мурска-Собота |

| 28 липня 2020 21:00 |

| Лудогорець                          | 3:1      | Мура         |
| ----------------------------------- | -------- | ------------ |
| - Сотіріу 4' - Ману 82' - Соуза 90' | Протокол | - Хорват 64' |

| Хювефарма Арена, Разград |

### Шлях нечемпіонів
| 20 липня 2020 21:30 (20:30 CEST) |

| Рапід (Відень)         | 2:1      | Спарта       |
| ---------------------- | -------- | ------------ |
| - Кнасмюллнер 63', 71' | Протокол | - Крейчий 3' |

| Альянцштадіон, Відень |

| 28 липня 2020 21:30 (20:30 CEST) |

| Спарта                                   | 2:0      | Рапід (Відень) |
| ---------------------------------------- | -------- | -------------- |
| - Моберг Карлссон 16' (пен.) - Пешек 81' | Протокол |                |

| Дженералі Арена, Прага |

| 20 липня 2020 21:45 (19:45 BST) |

| Селтік      | 1:1      | Мідтьюлланн   |
| ----------- | -------- | ------------- |
| - Абада 39' | Протокол | - Евандер 66' |

| Селтік Парк, Глазго |

| 28 липня 2020 20:45 (19:45 CEST) |

| Мідтьюлланн               | 2:1 (дч) | Селтік          |
| ------------------------- | -------- | --------------- |
| - Мабіл 61' - Нвадіке 94' | Протокол | - Макгрегор 48' |

| MCH Арена, Гернінг |

| 21 липня 2020 22:00 (21:00 CEST) |

| ПСВ                                    | 5:1      | Галатасарай  |
| -------------------------------------- | -------- | ------------ |
| - Захаві 2', 35', 84' - Гетце 51', 88' | Протокол | - Килинч 42' |

| Філіпс, Ейндговен |

| 28 липня 2020 21:00 |

| Галатасарай | 1:2      | ПСВ                            |
| ----------- | -------- | ------------------------------ |
| - Діань 84' | Протокол | - Мадуеке 37' - ван Гінкел 59' |

| Тюрк-Телеком-Арена, Стамбул |

## Третій кваліфікаційний раунд
Жеребкування відбулося 19 липня 2021 року. Перші матчі відбулися 3-4 серпня 2021 року, матчі-відповіді — 10 серпня 2021 року.

### Команди
У Третьому кваліфікаційному раунді змагаються 20 команд. Цей раунд розділяється на два шляхи:
- Шлях чемпіонів (12 команд): 2 команди, які починають з цього раунду, та 10 переможців Другого кваліфікаційного раунду (Шлях чемпіонів).
- Шлях нечемпіонів (8 команд): 5 команд, які починають з цього раунду, та 3 переможця Другого кваліфікаційного раунду (Шлях нечемпіонів).

Для жеребкування використовуються клубні коефіцієнти УЄФА за 2021 рік. На момент жеребкування ще не було відомо переможців Другого кваліфікаційного раунду, тому для жеребкування використовується коефіцієнт команд з найбільшим КК з кожної пари. В кожній парі команда, яку під час жеребкування витягнуть першою, грає перший матч вдома.
| Група 1                                            | Група 1                              | Група 2                                 | Група 2                                 |
| Сіяні                                              | Несіяні                              | Сіяні                                   | Несіяні                                 |
| -------------------------------------------------- | ------------------------------------ | --------------------------------------- | --------------------------------------- |
| - Динамо (Загреб)[†] - Олімпіакос[†] - Янг Бойз[†] | - Лудогорець[†] - Легія[†] - Клуж[†] | - Славія - Црвена Звезда[†] - Рейнджерс | - Мальме[†] - Шериф[†] - Ференцварош[†] |

| Сіяні                                        | Несіяні                               |
| -------------------------------------------- | ------------------------------------- |
| - Шахтар - Бенфіка - Монако - Мідтьюлланн[†] | - Генк - ПСВ[†] - Спартак - Спарта[†] |

Примітки
1. † Переможець Другого кваліфікаційного раунду. Оскільки на момент жеребкування не було відомо, хто переможець, використовувався коефіцієнт команди з найбільшим КК. Команди, відмічені курсивом, обіграли суперника з більшим коефіцієнтом і, таким чином, використовували коефіцієнт суперника під час жеребкування.

### Результати
| Команда 1     | Заг.           | Команда 2  | 1-й матч | 2-й матч |
| ------------- | -------------- | ---------- | -------- | -------- |
| Динамо        | 2:1            | Легія      | 1:1      | 1:0      |
| Клуж          | 2:4            | Янг Бойз   | 1:1      | 1:3      |
| Олімпіакос    | 3:3 (пен. 1:4) | Лудогорець | 1:1      | 2:2      |
| Црвена Звезда | 1:2            | Шериф      | 1:1      | 0:1      |
| Мальме        | 4:2            | Рейнджерс  | 2:1      | 2:1      |
| Ференцварош   | 2:1            | Славія     | 2:0      | 0:1      |

| Команда 1        | Заг. | Команда 2   | 1-й матч | 2-й матч |
| ---------------- | ---- | ----------- | -------- | -------- |
| ПСВ              | 4:0  | Мідтьюлланн | 3:0      | 1:0      |
| Спартак (Москва) | 0:4  | Бенфіка     | 0:2      | 0:2      |
| Генк             | 2:4  | Шахтар      | 1:2      | 1:2      |
| Спарта           | 1:5  | Монако      | 0:2      | 1:3      |

### Шлях чемпіонів
| 4 серпня 2020 21:00 (20:00 CEST) |

| Динамо (Загреб) | 1:1      | Легія      |
| --------------- | -------- | ---------- |
| - Петкович 60'  | Протокол | - Мучі 82' |

| Максимир, Загреб |

| 10 серпня 2020 22:00 (21:00 CEST) |

| Легія | 0:1      | Динамо (Загреб) |
| ----- | -------- | --------------- |
|       | Протокол | - Фран'їч 20'   |

| Стадіон Війська Польського, Варшава |

| 3 серпня 2020 21:00 |

| Клуж      | 1:1      | Янг Бойз       |
| --------- | -------- | -------------- |
| - Маня 4' | Протокол | - Сієрро 90+3' |

| Константін Радулеску, Клуж-Напока |

| 10 серпня 2020 21:30 (20:30 CEST) |

| Янг Бойз                        | 3:1      | Клуж        |
| ------------------------------- | -------- | ----------- |
| - Сібачо 23', 42' - Нгамало 25' | Протокол | - Омрані 4' |

| Стад де Суїсс, Берн |

| 3 серпня 2020 22:00 |

| Олімпіакос      | 1:1      | Лудогорець     |
| --------------- | -------- | -------------- |
| - А. Камара 87' | Протокол | - Десподов 50' |

| Георгіос Караїскакіс, Пірей |

| 10 серпня 2020 21:00 |

| Лудогорець                              | 2:2      | Олімпіакос                          |
| --------------------------------------- | -------- | ----------------------------------- |
| - Семеду 49' (аг) - Сотіріу 57' (пен.)  | Протокол | - М'Віла 31' - Ель-Арабі 68' (пен.) |
|                                         | Пенальті |                                     |
| - Сотіріу - Сантана - Вердон - Сісіньйо | 4:1      | - Вальбуена - Хассан - Лала         |

| Хювефарма Арена, Разград |

| 3 серпня 2020 22:00 (21:00 CEST) |

| Црвена Звезда | 1:1      | Шериф            |
| ------------- | -------- | ---------------- |
| - Діоні 45+1' | Протокол | - Кастаньєда 33' |

| ім. Райко Митича, Белград |

| 10 серпня 2020 20:00 |

| Шериф            | 1:0      | Црвена Звезда |
| ---------------- | -------- | ------------- |
| - Арболеда 45+2' | Протокол |               |

| Шериф, Тирасполь |

| 3 серпня 2020 20:00 (19:00 CEST) |

| Мальме                       | 2:1      | Рейнджерс     |
| ---------------------------- | -------- | ------------- |
| - Рікс 47' - Бірманчевич 49' | Протокол | - Девіс 90+5' |

| Сведбанк, Мальме |

| 10 серпня 2020 22:00 (20:00 BST) |

| Рейнджерс     | 1:2      | Мальме           |
| ------------- | -------- | ---------------- |
| - Морелос 19' | Протокол | - Чолак 53', 58' |

| Айброкс, Глазго |

| 4 серпня 2020 21:00 (20:00 CEST) |

| Ференцварош                              | 2:0      | Славія |
| ---------------------------------------- | -------- | ------ |
| - Качараба 44' (аг) - Харатін 50' (пен.) | Протокол |        |

| Групама Арена, Будапешт |

| 10 серпня 2020 20:00 (19:00 CEST) |

| Славія         | 1:0      | Ференцварош |
| -------------- | -------- | ----------- |
| - Масопуст 36' | Протокол |             |

| Еден Арена, Прага |

### Шлях нечемпіонів
| 3 серпня 2020 21:00 (20:00 CEST) |

| ПСВ                                   | 3:0      | Мідтьюлланн |
| ------------------------------------- | -------- | ----------- |
| - Мадуеке 19' - Гетце 29' - Гакпо 32' | Протокол |             |

| Філіпс, Ейндговен |

| 10 серпня 2020 21:00 (20:00 CEST) |

| Мідтьюлланн | 0:1      | ПСВ           |
| ----------- | -------- | ------------- |
|             | Протокол | - Брума 90+3' |

| MCH Арена, Гернінг |

| 4 серпня 2020 20:00 |

| Спартак | 0:2      | Бенфіка                         |
| ------- | -------- | ------------------------------- |
|         | Протокол | - Рафа Сілва 51' - Жілберто 74' |

| Відкриття-Арена, Москва |

| 10 серпня 2020 22:00 (20:00 WEST) |

| Бенфіка                            | 2:0      | Спартак |
| ---------------------------------- | -------- | ------- |
| - Жуан Маріу 58' - Жиго 90+2' (аг) | Протокол |         |

| Да Луж, Лісабон |

| 3 серпня 2020 21:00 (20:00 CEST) |

| Генк         | 1:2      | Шахтар                              |
| ------------ | -------- | ----------------------------------- |
| - Онуачу 39' | Протокол | - Тете 63' (пен.) - Алан Патрік 81' |

| Люмінус Арена, Генк |

| 10 серпня 2020 20:30 |

| Шахтар                            | 2:1      | Генк          |
| --------------------------------- | -------- | ------------- |
| - Траоре 27' - Маркос Антоніо 76' | Протокол | - Дессерс 90' |

| Олімпійський, Київ |

| 3 серпня 2020 20:00 (19:00 CEST) |

| Спарта | 0:2      | Монако                      |
| ------ | -------- | --------------------------- |
|        | Протокол | - Чуамені 37' - Фолланд 59' |

| Дженералі Арена, Прага |

| 10 серпня 2020 20:00 (20:00 CEST) |

| Монако                                 | 3:1      | Спарта                |
| -------------------------------------- | -------- | --------------------- |
| - Мартінш 50' - Головін 56' - Діоп 81' | Протокол | - Моберг Карлссон 78' |

| Луї II, Монако |

## Раунд плей-оф
Жеребкування відбулося 2 серпня 2021 року. Перші матчі відбулися 17-18 серпня 2021 року, матчі-відповіді — 24-25 серпня 2021 року.

### Команди
У Третьому кваліфікаційному раунді змагаються 12 команд. Цей раунд розділяється на два шляхи:
- Шлях чемпіонів (8 команд): 2 команди, які починають з цього раунду, та 6 переможців Третього кваліфікаційного раунду (Шлях чемпіонів).
- Шлях нечемпіонів (4 команд): 4 переможці Третього кваліфікаційного раунду (Шлях нечемпіонів).

Для жеребкування використовуються клубні коефіцієнти УЄФА за 2021 рік. На момент жеребкування ще не буде відомо переможців Третього кваліфікаційного раунду, тому для жеребкування використовується коефіцієнт команд з найбільшим КК з кожної пари. В кожній парі команда, яку під час жеребкування витягнуть першою, грає перший матч вдома.
| Сіяні                                                                      | Несіяні                                        |
| -------------------------------------------------------------------------- | ---------------------------------------------- |
| - Ред Булл Зальцбург - Динамо (Загреб)[†] - Ференцварош[†] - Лудогорець[†] | - Янг Бойз[†] - Шериф[†] - Мальме[†] - Брондбю |

| Сіяні                    | Несіяні               |
| ------------------------ | --------------------- |
| - Шахтар[†] - Бенфіка[†] | - Монако[†] - ПСВ [†] |

Примітки
1. † Переможець Третього кваліфікаційного раунду. Оскільки на момент жеребкування не було відомо, хто переможець, використовувався коефіцієнт команди з найбільшим КК. Команди, відмічені курсивом, обіграли суперника з більшим коефіцієнтом і, таким чином, використовували коефіцієнт суперника під час жеребкування.

### Результати
| Команда 1 | Заг. | Команда 2   | 1-й матч | 2-й матч |
| --------- | ---- | ----------- | -------- | -------- |
| Ред Булл  | 4:2  | Брондбю     | 2:1      | 2:1      |
| Янг Бойз  | 6:4  | Ференцварош | 3:2      | 3:2      |
| Мальме    | 3:2  | Лудогорець  | 2:0      | 1:2      |
| Шериф     | 3:0  | Динамо      | 3:0      | 0:0      |

| Команда 1 | Заг. | Команда 2 | 1-й матч | 2-й матч |
| --------- | ---- | --------- | -------- | -------- |
| Монако    | 2:3  | Шахтар    | 0:1      | 2:2 (дч) |
| Бенфіка   | 2:1  | ПСВ       | 2:1      | 0:0      |

### Шлях чемпіонів
| 17 серпня 2020 22:00 (21:00 CEST) |

| Ред Булл Зальцбург          | 2:1      | Брондбю  |
| --------------------------- | -------- | -------- |
| - Адеємі 56' - Ааронсон 90' | Протокол | - Уре 4' |

| Ред Булл Арена, Зальцбург |

| 25 серпня 2020 22:00 (21:00 CEST) |

| Брондбю      | 1:2      | Ред Булл Зальцбург        |
| ------------ | -------- | ------------------------- |
| - Максьо 62' | Протокол | - Шешко 4' - Ааронсон 10' |

| Брондбю, Бреннбю |

| 18 серпня 2020 22:00 (21:00 CEST) |

| Янг Бойз                             | 3:2      | Ференцварош     |
| ------------------------------------ | -------- | --------------- |
| - Елія 16' - Сієрро 40' - Гарсія 65' | Протокол | - Болі 14', 82' |

| Стад де Суїсс, Берн |

| 24 серпня 2020 22:00 (21:00 CEST) |

| Ференцварош            | 2:3      | Янг Бойз                                     |
| ---------------------- | -------- | -------------------------------------------- |
| - Вінго 18' - Ммае 27' | Протокол | - Цезігер 4' - Фасснахт 56' - Мамбімбі 90+3' |

| Групама Арена, Будапешт |

| 18 серпня 2020 22:00 (21:00 CEST) |

| Мальме                         | 2:0      | Лудогорець |
| ------------------------------ | -------- | ---------- |
| - Бірманчевич 26' - Бергет 61' | Протокол |            |

| Сведбанк, Мальме |

| 24 серпня 2020 22:00 |

| Лудогорець                          | 2:1      | Мальме            |
| ----------------------------------- | -------- | ----------------- |
| - Недялков 10' - Сотіріу 60' (пен.) | Протокол | - Бірманчевич 42' |

| Хювефарма Арена, Разград |

| 17 серпня 2020 22:00 |

| Шериф                           | 3:0      | Динамо (Загреб) |
| ------------------------------- | -------- | --------------- |
| - Траоре 45', 80' - Коловос 54' | Протокол |                 |

| Шериф, Тирасполь |

| 25 серпня 2020 22:00 (21:00 CEST) |

| Динамо (Загреб) | 0:0      | Шериф |
| --------------- | -------- | ----- |
|                 | Протокол |       |

| Максимир, Загреб |

### Шлях нечемпіонів
| 17 серпня 2020 22:00 (21:00 CEST) |

| Монако | 0:1      | Шахтар          |
| ------ | -------- | --------------- |
|        | Протокол | - Педріньйо 19' |

| Луї II, Монако |

| 25 серпня 2020 22:00 |

| Шахтар                          | 2:2 (дч) | Монако               |
| ------------------------------- | -------- | -------------------- |
| - Марлос 74' - Агілар 114' (аг) | Протокол | - Бен Єддер 18', 39' |

| Металіст, Харків |

| 18 серпня 2020 22:00 (20:00 WEST) |

| Бенфіка                       | 2:1      | ПСВ         |
| ----------------------------- | -------- | ----------- |
| - Рафа Сілва 10' - Вайгль 42' | Протокол | - Гакпо 51' |

| Да Луж, Лісабон |

| 24 серпня 2020 22:00 (21:00 CEST) |

| ПСВ | 0:0      | Бенфіка |
| --- | -------- | ------- |
|     | Протокол |         |

| Філіпс, Ейндговен |

## Позначки
1. ↑  Домашній матч Шахтаря відбувся на стадіоні Чукарички у Белграді (Сербія) замість їх домашнього стадіону — Будівельник у Солігорську — оскільки у червні 2021 УЄФА призупинили проведення у Білорусі більшості матчів через санкції Європейського Союзу у відповідь на перехоплення літака рейсу 4978 Ryanair та, як наслідок, заборону європейським авіакомпаніям літити більруським авіапростором.[10]